# Convención
Convención – miasto w Kolumbii, w departamencie Norte de Santander.